# Ospriocerus ebyi
Ospriocerus ebyi là một loài ruồi trong họ Asilidae. Ospriocerus ebyi được Bromley miêu tả năm 1937. Loài này phân bố ở vùng Tân Bắc giới.